# Jean Ollivro
Jean Ollivro est un géographe français né le 12 août 1962 à Guingamp. Il est le président du think tank Bretagne Prospective.

## Universitaire
Il est professeur à l'Université Rennes 2 et enseigne également à l'Institut d'études politiques de Rennes.
Spécialiste de l'aménagement du territoire et du développement régional, il a fait des transports, de la vitesse et de la Bretagne ses principaux thèmes de recherche. Dans le cadre d'une géographie sociale des transports, il a introduit le concept de « classe mobile », qui permet d'envisager les ségrégations sociales liées aux possibilités d'accès aux moyens de transports : la mobilité est choisie pour certains, subie pour d'autres.

## Spécialiste de la Bretagne
Défenseur d'une région Bretagne réunifiée comprenant la Loire-Atlantique, Jean Ollivro est l'un des initiateurs de l'Appel à la Bretagne Tout Entière lancé de chez Le Divellec en février 2009.
Il est également président de l'association Bretagne Prospective / Breizh Diawel depuis le 6 mai 2004.
Il est distingué de l'ordre de l'Hermine en 2005.

## Vie privée
Il est le fils d'Édouard Ollivro, ancien député et maire de Guingamp. Il a six enfants.